# バレンティーノ・ロッシ ザ・ゲーム
『バレンティーノ・ロッシ ザ・ゲーム』（英:Valentino Rossi: The Game）は、Milestone S.r.l.のレースゲーム。日本ではインターグローのローカライズによりPlayStation 4版が2016年9月21日に発売された。

## 概要
MotoGPシリーズだが今までとは違い、バレンティーノ・ロッシに焦点を当てた作品。MotoGP2016年シーズン版で新コースとしてダートトラック、ドリフトの腕前を競うミサノサーキット、Yamaha R1Mレース、モンツァラリーを収録。タイトルにもあるロッシの戦歴を追体験できるVR|46 ヒストリーイベント、ロッシの記録に挑む「THE DOCTOR」に挑戦、ロッシのデータ集であるROSSIPEDIAも収録された。

## 評価
Game Revolutionでは3/5のスコアでロッシに焦点を当てたコンセプトを賞賛、バイクの操作感が車のようであることを批判した。
ファミ通クロスレビューでは8、8、8、8の32点でゴールド殿堂入り。レビュアーはレースゲームでは珍しい経験値を得てスキルレベルを上げていくやり込み要素、サポートのおかで遊びやすいバランスでマシンのカスタムがわかりやすくて過去作と比べてとっつきやすい、ダートやドリフトなど単なるバイクレースだけではないモード、ロッシに焦点を当てたコンセプトを賞賛、一方で背景、グラフィックが前作からあまり進化がみられず美麗ではあるがプラモデルようなのっぺりした質感であることを指摘した。また、「BestPickofThisWeek! 今週はコレを買え!」では同じ号でレビューした10作品のうち、レビュアー6人中1人が本作を選んだ。